# مشيرفة شمالية
مشيرفة شمالية قرية سورية تتبع ناحية التمانعة في منطقة معرة النعمان في محافظة إدلب. بلغ عدد سكانها 640 نسمة في عام 2004 حسب إحصاء المكتب المركزي للإحصاء.